# Aline (planetoïde)
(266) Aline is een vrij grote planetoïde uit de hoofdgordel. Het is een planetoïde van de C-klasse en bestaat waarschijnlijk uit koolstof. De diameter is 109 km. Ze is ontdekt door Johann Palisa op 17 mei 1887 in Wenen.